# الحكومة السابعة والثلاثون لإسرائيل والفلسطينيين
تنص اتفاقية الائتلاف الحكومية الإسرائيلية المبرمة في الأول من ديسمبر/كانون الأول 2022 بين حزب الليكود بزعامة رئيس الوزراء القادم بنيامين نتنياهو وحزب الصهيونية الدينية اليميني المتطرف بزعامة بتسلئيل سموتريتش على أن "رئيس الوزراء سيعمل على صياغة وتعزيز سياسة يتم بموجبها تطبيق السيادة على يهودا والسامرة " (الأسماء التوراتية للضفة الغربية المحتلة ). وسيتولى سموتريتش منصبا جديدا كوزير ضمن وزارة الدفاع، حيث سيشرف على الشؤون المدنية في الضفة الغربية. وتضمنت الالتزامات الأخرى إضفاء الشرعية على عشرات المستوطنات غير المرخصة وتوفير أموال ضخمة لبناء الطرق والنقل العام في الضفة الغربية.

## سياسات الائتلاف

### السيطرة المدنية على الضفة الغربية
في 23 فبراير 2023، وقع وزير الدفاع غالانت اتفاقًا يمنح صلاحيات حكومية في الضفة الغربية لهيئة يرأسها سموتريتش، الذي سيصبح فعليًا حاكم الضفة الغربية، ويسيطر على جميع مجالات الحياة تقريبًا في المنطقة، بما في ذلك التخطيط والبناء والبنية التحتية.
ويعادل هذا التغيير الإداري إعلان السيادة الإسرائيلية على الضفة الغربية، وهو انتهاك لميثاق الأمم المتحدة الذي يحظر الاستيلاء على الأراضي. وأشارت افتتاحية صحيفة هآرتس إلى أن إسناد صلاحيات حكومية في الضفة الغربية إلى حاكم مدني، إلى جانب خطة توسيع نظام العدالة المزدوج بحيث ينطبق القانون الإسرائيلي بالكامل على المستوطنين في الضفة الغربية، يشكل ضمًا قانونيًا للضفة الغربية.
في مارس/آذار 2023، ذكرت ورقة موقف أصدرها منتدى أساتذة القانون الإسرائيلي من أجل الديمقراطية، وهي مجموعة تضم 120 أستاذ قانون إسرائيلي، أن التغييرات الأخيرة التي أدخلتها حكومة نتنياهو "تثبت صحة الادعاء بأن إسرائيل تمارس الفصل العنصري". وزعمت المجموعة أن نقل المسؤولية إلى أيدي المدنيين يعد انتهاكًا للقانون الدولي وخاصة اتفاقية لاهاي لعام 1907.

### سياسة الاستيطان
وفي الأشهر الستة الأولى من العام الجاري، تم بناء 13 ألف وحدة سكنية في المستوطنات، وهو ما يقرب من ثلاثة أمثال المبلغ الذي تم تقديمه في عام 2022 بأكمله.
في مقابلة سي إن إن في 9 يوليو 2023، قال الرئيس الأمريكي جو بايدن إن الوزراء المتطرفين في الائتلاف الذين يؤيدون الاستيطان "في أي مكان يريدونه" في الضفة الغربية هم "جزء من المشكلة" في الصراع.

#### إعادة توطين المستوطنات غير القانونية التي تم إخلاؤها في عام 2005
في 21 مارس/آذار، تم تمرير اقتراح لتعديل قانون فك الارتباط يسمح للإسرائيليين بإعادة توطين المستوطنات غير القانونية التي تم إخلاؤها خلال فك الارتباط الإسرائيلي مع غزة وشمال الضفة الغربية في عام 2005. طلبت الولايات المتحدة توضيحًا من السفير الإسرائيلي مايكل هيرتزوج. وصرح متحدث باسم وزارة الخارجية الأمريكية بأن "الولايات المتحدة تحث إسرائيل بشدة على الامتناع عن السماح بعودة المستوطنين إلى المنطقة التي يغطيها التشريع، بما يتفق مع رئيس الوزراء السابق شارون والتزام الحكومة الإسرائيلية الحالية تجاه الولايات المتحدة"، مشيرًا إلى أن هذه الإجراءات تمثل انتهاكًا واضحًا للتعهدات التي قدمتها حكومة شارون لإدارة بوش في عام 2005 والائتلاف اليميني المتطرف بقيادة نتنياهو لإدارة بايدن في الأسبوع السابق.

#### إضفاء الشرعية على البؤر الاستيطانية
كما وافقت على إضفاء الشرعية على تسعة بؤر استيطانية كانت إسرائيل تعتبرها في السابق غير قانونية.
اتهم دانييل كيرتزر، السفير الأمريكي السابق لدى إسرائيل، الحكومة بخرق اتفاق مكتوب مع واشنطن من خلال إضفاء الشرعية على "مجموعة من المستوطنات القومية والدينية المتشددة"، ودعا إدارة بايدن إلى منع "الضم الزاحف" لإسرائيل للضفة الغربية.

## روابط خارجية
- السلام الآن، "الضم تحت الرادار: إنشاء إدارة المستوطنات برئاسة الوزير بتسلئيل سموتريتش"
- عدالة: تسريع ضم الضفة الغربية في ظل الحكومة الإسرائيلية السابعة والثلاثين يونيو 2023